# Selbstkontrolle
Selbstkontrolle bezeichnet die willentliche innere Kontrolle der eigenen Handlungen. Wissenschaftlich wird Selbstkontrolle in der Psychologie als die Fähigkeit bezeichnet, kurzfristigen Versuchungen zu widerstehen, Belohnungen aufzuschieben und unerwünschte Gewohnheiten zu unterdrücken, um das eigene Verhalten in Einklang mit langfristigen Zielen oder übergeordneten Normen und Werten zu bringen. Dabei wird der Begriff oft gleichbedeutend mit Selbstregulation verwendet.
Selbstkontrolle kann, muss jedoch nicht, bewusst erfolgen. Sie lässt sich schon bei kleinen Kindern und auch Tieren beobachten – und zwar dann, wenn zwischen einer kleineren, sofortigen Belohnung und einer größeren, verzögerten Belohnung gewählt werden muss. Selbstkontrolle wird dabei als Fähigkeit zum Belohnungsaufschub verstanden.
Das in psychologischen Tests ermittelte Ausmaß an Selbstkontrolle in der Kindheit hat eine starke Vorhersagekraft für vielfältigen Erfolg im späteren Leben. Dieser Effekt zeigte sich dabei unabhängig von Intelligenz und sozialem Status.

## Marshmallow-Tests
Experimente zur Selbstkontrolle wurden seit den 1960er Jahren von Walter Mischel und anderen durchgeführt und sind als Marshmallow-Tests bekannt geworden.
Dabei bekamen vierjährige Kinder eine von ihnen begehrte Süßigkeit vorgesetzt (etwa einen Marshmallow) und wurden aufgefordert, diese nicht sofort zu essen, sondern erst dann, wenn der Versuchsleiter nach einer kurzen Unterbrechung wieder ins Zimmer käme. Wenn sie nicht mehr länger warten konnten, sollten die Kinder eine Glocke läuten. Dann käme der Versuchsleiter sofort zurück und sie dürften das Marshmallow direkt essen. Wenn sie aber solange warteten, bis der Versuchsleiter von alleine zurückkäme (nach ca. 15 Minuten), erhielten sie als Belohnung zwei Marshmallows. Die Dauer des Wartens wurde aufgezeichnet und als Maß für die individuelle Fähigkeit zur Selbstkontrolle aufgefasst.
In späteren Längsschnittstudien wurde festgestellt, dass eine hohe Selbstkontrolle ein verlässlicher Prädiktor für späteren akademischen Erfolg und eine Reihe positiver Persönlichkeitseigenschaften war.

## Vorhersagekraft von Selbstkontrolle
In einer umfassenden Längsschnittstudie von 2011 wurde ein Zusammenhang von Selbstdisziplin, Gewissenhaftigkeit und Ausdauer mit späteren Merkmalen wie Gesundheit, materiellem Wohlstand und Zufriedenheit nachgewiesen. Dieser Effekt war unabhängig von Intelligenz und sozialem Status. Gleichzeitig führten diese Eigenschaften im späteren Leben zu geringeren sozialen Kosten durch medizinische Behandlungen, Sozialleistungen und Strafverfolgung sowie kriminellem Verhalten.
Diese Langzeitstudie ist als The Dunedin Multidisciplinary Health and Development Study bekannt. Sie umfasst Daten von 1037 Personen, die von 1972 bis 1973 in Dunedin (Neuseeland) geboren und (bislang) im Alter von 3 bis 38 Jahren – in festen Intervallen – ausführlich medizinisch und bezüglich ihrer Lebensumstände untersucht wurden. Bei der bisher letzten Untersuchung im Alter von 38 Jahren wurden 96 % der noch lebenden Teilnehmer erreicht.

## Neurobiologische Grundlagen
Die Fähigkeit zum Belohnungsaufschub wurde beim Menschen durch Vergleich von Ausfällen nach Gehirnverletzungen (z. B. Schlaganfall) und durch bildgebende Verfahren bei Gesunden untersucht. Beteiligt ist demnach ein Netzwerk verschiedener Gehirnregionen, bei dem jedoch der mediale orbitofrontale Cortex (mOFC) eine zentrale Rolle spielt. Schäden in diesem Bereich führen zu einer höheren Wahrscheinlichkeit, dass eine sofortige, kleine Belohnung gewählt wird. Es wird vermutet, dass dieser Gehirnbereich an der Folgenabschätzung oder zukunftsbezogenem Vorstellungsvermögen beteiligt ist.